# Solveig Sundborg
Solveig Augusta Maria Sundborg (* 14. März 1910 in Kopenhagen; † 22. Juli 2002) war eine dänische Schauspielerin.

## Leben
Solveig Sundborgs Bühnenkarriere begann im Pantomimeteatret im Tivoli. In den 1950er-Jahren war sie am Aalborg Teater engagiert, ab den 1960er-Jahren war sie freischaffend in Kopenhagen tätig. Neben ihrer Arbeit auf der Bühne trat sie auch in zahlreichen Filmen auf. Nach einem ersten Auftritt im Jahr 1932 in einem Film mit Pat & Patachon fand ein Großteil ihrer Filmauftritte in den 1960er-und-1970er-Jahren statt. Sundborg stand aber vereinzelt noch bis ins hohe Alter als Schauspielerin vor der Kamera. 
Solveig Sundborg spielte in sieben Filmen der Olsenbande kleine und kleinste Rollen; durch diese Auftritte wurde sie nach Einschätzung von Frank Eberlein innerhalb der Filmreihe „zu einer Art Maskottchen. Meist war sie eine ältere Dame, die der Olsenbande zufällig über den Weg lief, sich durch rüpelhaftes Benehmen der Beteiligten angegriffen fühlte und eine dementsprechend empörte Miene machte“.
Solveig Sundborg starb am 22. Juli 2002 im Alter von 92 Jahren. Ihre Grabstätte befindet sich auf dem Bispebjerg-Kirkegard in Kopenhagen.

## Filmografie
- 1932: Pat und Patachon schlagen sich durch (Han, hun og Hamlet)
- 1960: Buketten (Fernsehfilm)
- 1962: Et pletfrit mord (Fernsehfilm)
- 1962: Det støver stadig
- 1964: Mord for åbent tæppe
- 1965: Fangen
- 1966: Professor Taranne (Fernsehfilm)
- 1966: Kleine Sünder – große Sünder (Min søsters børn)
- 1967: Vergiß nicht, deine Frau zu küssen (Elsk din næste)
- 1968: I den grønne skov
- 1968: Die Olsenbande (Olsen-banden)
- 1969: Charles (Fernsehfilm)
- 1970: Efteraber (Fernsehfilm)
- 1970: Hurra for de blå husarer
- 1970: Og så er der bal bagefter
- 1971: Smuglerne (Fernsehserie; Episodenrolle)
- 1972: Næsehornet (Fernsehfilm)
- 1972: Die Olsenbande und ihr großer Coup (Olsen-bandens store kup)
- 1972–1977: Oh, diese Mieter (Huset på Christianshavn; Fernsehserie; 6 Episoden)
- 1973: Die Olsenbande läuft Amok (Olsen-banden går amok)
- 1974: Blomster til Mona (Fernsehfilm)
- 1974: Der (voraussichtlich) letzte Streich der Olsenbande (Olsen-bandens sidste bedrifter)
- 1975: Anne Sophie Hedvig (Fernsehfilm)
- 1977: Die Olsenbande schlägt wieder zu (Olsen-banden deruda’)
- 1977: Skytten
- 1978: Strandvaskeren (Fernsehserie; Episodenrolle)
- 1978: Lille spejl
- 1978: En by i provinsen (Fernsehserie; Episodenrolle)
- 1978: Die Olsenbande steigt aufs Dach (Olsen-banden går i krig)
- 1978: Vil du se min smukke navle?
- 1978–1981: Die Leute von Korsbaek (Matador, Fernsehserie; 5 Episoden)
- 1979: Die Olsenbande ergibt sich nie (Olsen-banden overgiver sig aldrig)
- 1980: Sparekassen (Fernsehfilm)
- 1981: Du er smuk – jeg elsker dig (Fernsehfilm)
- 1981: Belladonna
- 1982–1983: Een stor familie (Fernsehserie)
- 1984: Privatdetektiv Anthonsen (Anthonsen; Fernsehserie; Episodenrolle)
- 1994: Carlo og Ester
- 1994: Hospital der Geister I (Riget I)
- 1996: Renters rente (Fernsehserie)
- 1996: Bryggeren (Fernsehserie; Episodenrolle)